# 2 Become 1
〈2 Become 1〉은 스파이스 걸스의 데뷔 음반 《Spice》에 수록된 곡으로 세 번째 싱글이다.

## 영국
그들의 세 번째 컨시큐티브 영국 차트 1위곡이며, 영국 차트에 3주간 1위 곡이었다. 느린 발라드풍의 곡으로 두 연인이 하나되는 것을 그리고 있다. 그들의 이전 곡은 대개 댄스풍의 빠른 곡이었다. 뮤직비디오는 다섯 명의 여자들이 빠르게 달리는 자동차를 배경으로 오색 찬란한 시내 곳곳의 거리를 누비는 장면이 담겨 있다. 노래처럼 뮤직비디오도 이전의 것과 분위기가 많이 다르다. 1백 7만 장이 영국에서 팔렸고 그들의 두 번째 밀리언 셀러이다.

## 미국
미국에서 이 곡은 놀라울 만큼 인기가 많으며 이전 히트곡인 〈Wannabe〉(1위)와 〈Say You'll Be There〉(3위)에 못지않은 빌보드 핫 100의 4위를 랭크하였다. 너무 인기가 많아서 〈Who Do You Think You Are〉 의 발매가 취소된 바 있다.

## 한국
MTV에서 쥬얼리가 라이브로 부른 곡 때문에 2005년 크게 히트하고, 재평가되었다.